# Abbeyfeale
Abbeyfeale (irisch: Mainistir na Féile, dt.: „Abtei am Feale“) ist eine Stadt im County Limerick im Südwesten der Republik Irland.

## Der Ort

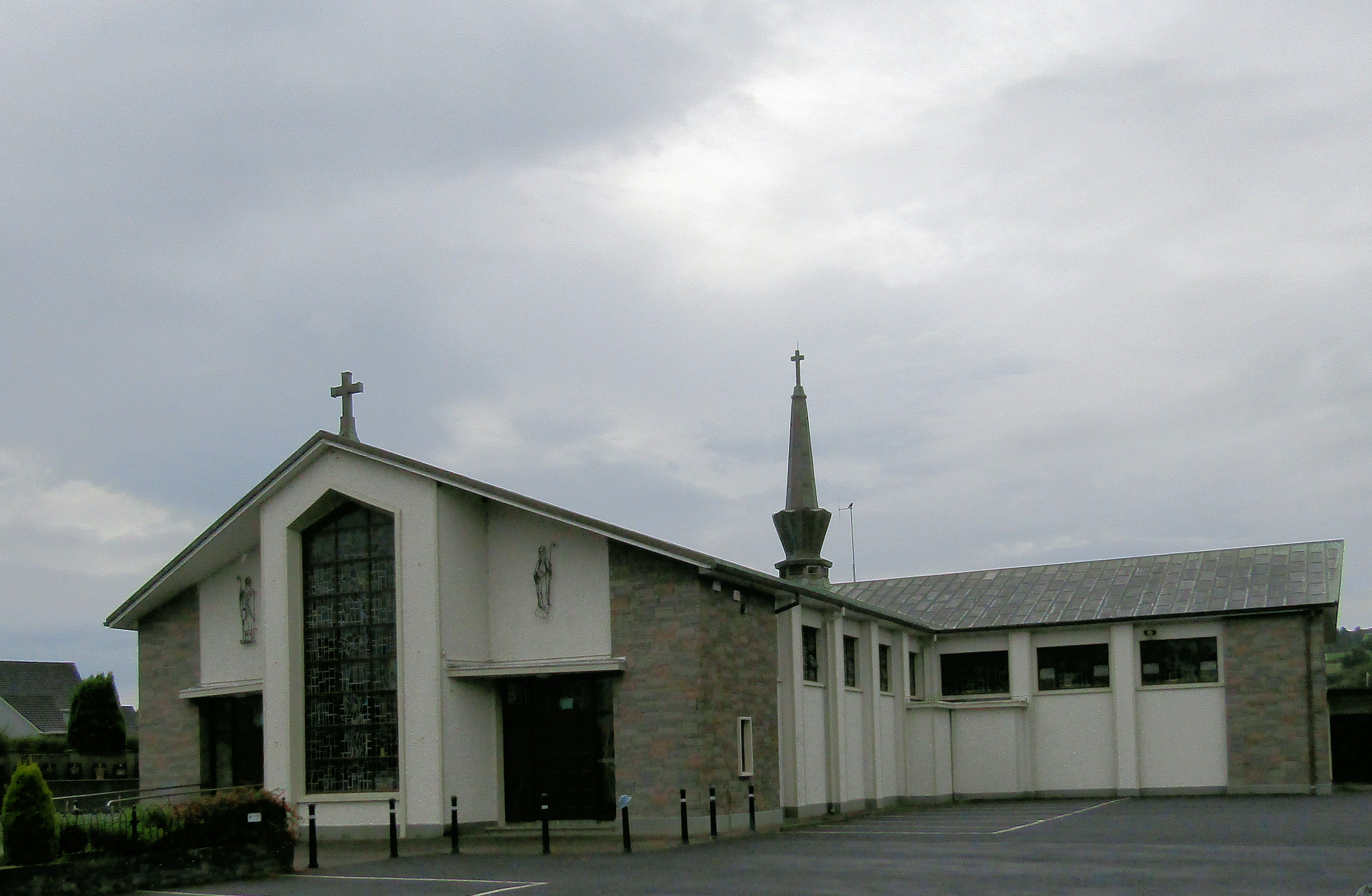
Kirche Mariä Himmelfahrt

Abbeyfeale ist eine Marktstadt mit 2206 Einwohnern (Stand: 2022) im äußersten Südwesten der Grafschaft Limerick am Ufer des River Feale, an der Grenze zum County Kerry in 127 m Höhe in den Vorbergen der Mullaghareirk Mountains gelegen. Zwischen 1991 und 2016 hat sich die Einwohnerzahl von Abbeyfeale um 35 % erhöht.
Auf dem heute von einem Standbild beherrschten Marktplatz der Stadt befand sich früher die 1188 begründete Abbeyfeale Abbey, von der heute jedoch lediglich einige Überreste im Mauerwerk der 1847 errichteten katholischen Kirche erhalten sind. Das erwähnte Standbild zeigt Father William Casey, den Priester im dortigen Parish von 1883 bis 1907, der die Pachtbauern in ihrem Kampf gegen die Landlords unterstützte.
Ein aktueller Stadtentwicklungsplan für Abbeyfeale zeitigte bereits die Anlage der ersten neuen Straße im Ort seit 1880.
In Abbeyfeale befindet sich u. a. eine Niederlassung des deutschen Automobilzulieferers Kostal.

## Verkehrsanbindung
Abbeyfeale liegt zwischen Newcastle West und Castleisland an der Nationalstraße N21, die von Limerick kommend ins County Kerry führt. Mit Listowel in Kerry ist Abbeyfeale durch eine Regionalstraße verbunden, wobei Newcastle West in nordöstlicher und Listowel in nordwestlicher Richtung jeweils etwa 20 Kilometer von Abbeyfeale entfernt sind.

## Persönlichkeiten
- James John Collins (1900–1967), Politiker
- Patrick Joseph Dalton (1909–1969), römisch-katholischer Ordensgeistlicher, Bischof von Yola
- Michael J. O’Kelly (1915–1982), Prähistoriker
- James Timothy Kieran Cotter (1916–1988), römisch-katholischer Ordensgeistlicher, Bischof von Maiduguri
- Michael Collins (1940–2022), Politiker
- Michael Lenihan (* 1951), römisch-katholischer Ordensgeistlicher, Erzbischof von San Pedro Sula in Honduras